# Weißensee
Weißensee je ledovcové jezero na úpatí Gailtalských Alp v rakouské spolkové zemi Korutany. Leží severně od Hermagoru v nadmořské výšce 930 m a je tak nejvýše položeným z velkých korutanských jezer.
Weißensee je dlouhé 11,6 km, v nejširším místě měří 900 m, maximálně dosahuje hloubky 99 m. Má rozlohu 6,5 km2 a je 12. největším jezerem v Rakousku a 4. v Korutanech.

## Vodní režim
Do jezera se vlévají přítoky Mühlbach a Almbach, z východního konce vytéká Weißenbach, který ještě na rakouském území u Feistritz an der Drau posiluje vody Drávy. Kvalita vody v jezeře dosahuje parametrů pitné vody . Pro udržení její kvality je povolen na jezeře pouze ekologický způsob dopravy (zcela vyloučeny jsou spalovací motory). S viditelností až do šestimetrové hloubky a teplotou vody 24 °C je velmi příhodné pro koupání a rekreaci.

## Využití
Po jezeře jezdí od roku 2014 výletní loď Alpenperle o kapacitě 225 cestujících, jde o první hybridní dieselelektrickou loď v Rakousku. Její akumulátory se nabíjejí přes noc, vpředu je vybavena čerpadlem a vzadu kormidlovou vrtulí. Jezero je využíváno kromě koupání i k vodním sportům. V zimě se na hladině jezera tvoří největší upravovaná ledová plocha v Evropě, která obsahuje bruslařskou dráhu, několik kluzišť, hřiště na hokej a hřiště na curling.
Jezero je obklopeno více než stokílometrovou sítí turistických a cyklistických stezek různých stupňů obtížnosti. Lze odsud doputovat přes horské louky k několika horským vrcholům (na severu Latschur, na jihu Golz, na západě  Reißkofel), které jsou přístupné i díky horským chatám na jejich úbočích. K dispozici jsou zde i dva kempinky.

## Pobřeží
Z celkové délky 23 km pobřeží je třetina zastavěna, zbylé dvě třetiny mají přírodní charakter. Jezero nelze obejít, pouze z místa zvaného Ronacherfels lze chvílemi prudkou stezkou pro pěší putovat necelých 7 km (převýšení 63 m) po části severního i východním břehu. Západní a střední část jezera je obklopena bažinatými loukami, zatímco v jeho východní části jsou severní i jižní břehy prudké a skalnaté. Tato část jezera připomíná norské fjordy. V nejužším místě spojuje severní a jižní břeh most, který zároveň poskytuje pěkný výhled na západní i východní část jezera. Při  jeho severním břehu leží vesnice Oberdorf, Gatschach, Techendorf a Neusach, na východě Stockenboi. 